# Leon Napiecek
Leon Napiecek (ur. 30 marca 1899 w Rogoźnie, zm. 3 listopada 1975 w Poznaniu) – żołnierz armii niemieckiej, armii wielkopolskiej i podporucznik Wojska Polskiego, uczestnik I wojny światowej, powstania wielkopolskiego, wojny polsko-bolszewickiej i II wojny światowej. Kawaler Orderu Virtuti Militari.

## Życiorys
Urodził się w rodzinie Leona i Rozalii z d. Kabat. Absolwent Szkoły Ludowej i szkoły dokształcającej. Zmobilizowany w 1917 do armii niemieckiej. Od 1 stycznia 1919 w szeregach 1. kompanii rogozińskiej brał udział w powstaniu wielkopolskim m.in. w opanowaniu rodzinnego Rogoźna, Chodzieży, Radwanki i Budzynia. 7 lutego 1919 na szosie z Obornik do Chodzieży, na północ od Budzynia, zdołał podejść z kilkoma żołnierzami do niemieckiego samochodu pancernego Ehrhardt M 1917 i granatami ręcznymi zmusił załogę do poddania się. Za czyn ten został później odznaczony Orderem Virtuti Militari. Zdobyty samochód otrzymał nazwę „Pułkownik Grudzielski”.
Następnie w stopniu sierżanta w szeregach 6 kompanii, II batalionu 58 pułku piechoty walczył podczas wojny polsko-bolszewickiej, podczas której został trzykrotnie ranny. 
Po zakończeniu wojny pozostał w 58 pułku jako żołnierz zawodowy i jednocześnie ukończył gimnazjum. W 1932, w stopniu starszego sierżanta, pełnił służbę w 7 Okręgowym Urzędzie Wychowania Fizycznego i Przysposobienia Wojskowego, wchodzącym w skład Dowództwa Okręgu Korpusu Nr VII w Poznaniu. Awansowany na chorążego 1 lipca 1938. W marcu 1939 dowodził plutonem w 5. kompanii 58 pułku piechoty. 1 lipca tego roku przeniesiony do Poznańskiej Brygady Obrony Narodowej. Aresztowany przez Niemców 17 września 1939, ale udało mu się uciec i ukryć w Jelonkach. Podczas okupacji działał w szeregach ZWZ, a następnie AK pod pseudonimem „Gordon”. Po zakończeniu wojny wrócił do Poznania, gdzie pracował na różnych stanowiskach. W 1971 otrzymał awans do stopnia podporucznika w uznaniu zasług podczas powstania wielkopolskiego. Zmarł 3 listopada 1975 w Poznaniu. Został pochowany na Cmentarzu Junikowo w Poznaniu .

## Życie prywatne
Żonaty, syn Edward.

## Ordery i odznaczenia
- Krzyż Srebrny Orderu Wojskowego Virtuti Militari nr 4742[1][8]
- Medal Niepodległości – 9 listopada 1932 „za pracę w dziele odzyskania niepodległości”[9][5][1]
- Wielkopolski Krzyż Powstańczy – 24 stycznia 1958[7]